# Chloroclystis
Genre
Chloroclystis est un genre de lépidoptères (papillons) de la famille des Geometridae, de la sous-famille des Larentiinae.

## Espèces australiennes
- Chloroclystis insigillata(Walker, 1862)
- Chloroclystis metallospora Turner, 1904

## Espèce rencontrée en Europe
Selon Fauna Europaea (25 février 2023) :
- Chloroclystis v-ata (Haworth, 1809) - Eupithécie couronnée